# Chiesa madre di San Leonardo Abate (Serradifalco)
La Chiesa Madre di San Leonardo Abate è l'Arcipretura della Città di Serradifalco in Sicilia. È retta attualmente dall'Arciprete don Biagio Biancheri

## Storia
Nel 1652 Francesco e Leonardo Lo Faso acquistarono il feudo appartenente alla famiglia Graffeo e decisero di costruire una chiesa più grande della precedente del 1617 costruita dalla famiglia Graffeo nell'anno della fondazione del comune. Il nuovo edificio, intitolato a Leonardo di Noblac, fu eretto nella zona del Cozzo, nei pressi dell'antica matrice di San Francesco di Paola. La Chiesa Madre, come descritto nella visita pastorale del 1669, fu dotata dell'altare maggiore e di altari dedicati al Santissimo Sacramento, al Crocifisso, alle Anime del Purgatorio e a Sant'Antonio da Padova ma ancora non completata. Nel 1674 fu oggetto di lavori di ampliamento eseguiti da mastro Leonardo Simone e fu completata nel 1677 (Testa, p138-139/141). Sull'altare maggiore fu posta la statua di San Leonardo, realizzata nel 1661 (Galletti, p. 154) precedentemente nella chiesa di San Francesco di Paola. Nel 1733 venne chiusa al culto (Galletti, p. 207).
Nel 1747 si iniziò a pensare alla sua ricostruzione. Giovanni Sajola di Palermo si impegnò ad aprire il cantiere per chiesa e campanile dal mese di maggio 1748 e di ultimare i lavori entro quattro anni. Tuttavia vi furono difficoltà e la ricostruzione riprese nel 1764 ad opera del palermitano Domenico La Rosa e proseguirono ad intervalli fino al 1791 (Testa, p. 218-222- 228/530-533).
Nel 1811, con l'arciprete Orazio Sferlazza furono realizzate le decorazioni in stucco a motivi fitomorfi con vasi centrali e pannelli figurati in corrispondenza delle pareti, della cantoria (il Buon Pastore, Gesù con il pane, partorienza della regina Visgarda, San Leonardo libera i prigionieri dalle catene) della volta (Sacrificio di Isacco, Mosè e il popolo che raccoglie la manna, Giacobbe dormiente) e delle vele della cupola (gli Evangelisti) (Galletti, p. 187). Nel 1823 furono collocati gli infissi. Il portone fu realizzato dal mastro agrigentino Calogero Rizzo (Testa, p. 231), mentre nel 1825, vennero affidati al mastro Ignazio Madonia i lavori di restauro del prospetto (Galletti, p. 212). Tra il 1826 e 1828 mastro Gaetano Migliore costruì la cupola su quattro pilastri. Nel 1863 furono realizzate due balaustrate di ferro fuso e ferro forgiato, opera del palermitano Giuseppe Bonanno, collocate nel transetto di destra, mentre negli altari laterali si collocarono cancellate realizzate dal fabbro Giuseppe Marino (Galletti, pp. 285–286). Fin dal 1863 il comune aveva chiesto un finanziamento di L.20000 per completare il secondo ordine del prospetto. Nel 1868 si iniziarono i lavori ma sorse una lite giudiziaria tra la ditta esecutrice e il Comune per la cattiva esecuzione dei lavori (Galletti, p. 214-260). L'intaglio della facciata fu ultimato nel 1875, secondo il progetto di Alfonso Barbera che prevedeva l'abbattimento di vecchie colonne e la sostituzione con nuovi pilastri (Testa, p. 419).
Il 24 agosto 1771 il vescovo Antonio Lanza stese la bolla di erezione dell'arcipretura di Serradifalco nominando il primo arciprete, don Giuseppe Guadagnino. Il 6 novembre 2021, in occasione della festa patronale di Leonardo di Noblac, è stato ricordato il 250º anniversario di fondazione dell'arcipretura con una solenne concelebrazione eucaristica presieduta dall'abate di San Martino delle Scale, Antonio Rizzone, dando lettura della benedizione apostolica di Papa Francesco.
Nel 2007, in occasione del 162º anniversario della dedicazione della Chiesa Madre è stato realizzato l'adeguamento liturgico. Sopra una predella in marmo è stato collocato il nuovo altare in marmo bianco di Carrara che raffigura quattro angeli che sorreggono la mensa eucaristica. È stato collocato pure il nuovo ambone che rappresenta due angeli che sorreggono il leggio, così come la presidenza dove è presente in alto il Cristo sacerdote. Il progetto è stato realizzato da Peter Porazik, progettato da Salvatore Tricoli e dal liturgista della diocesi di Caltanissetta, Giovanni Speciale. L'intero lavoro è stato approvato dalla Commissione diocesana di Arte Sacra.

### Dedicazione
Il 9 novembre del 1845, il primo Vescovo di Caltanissetta, Antonino Maria Stromillo, celebrò solennemente il rito di dedicazione della Chiesa Madre.

## Descrizione

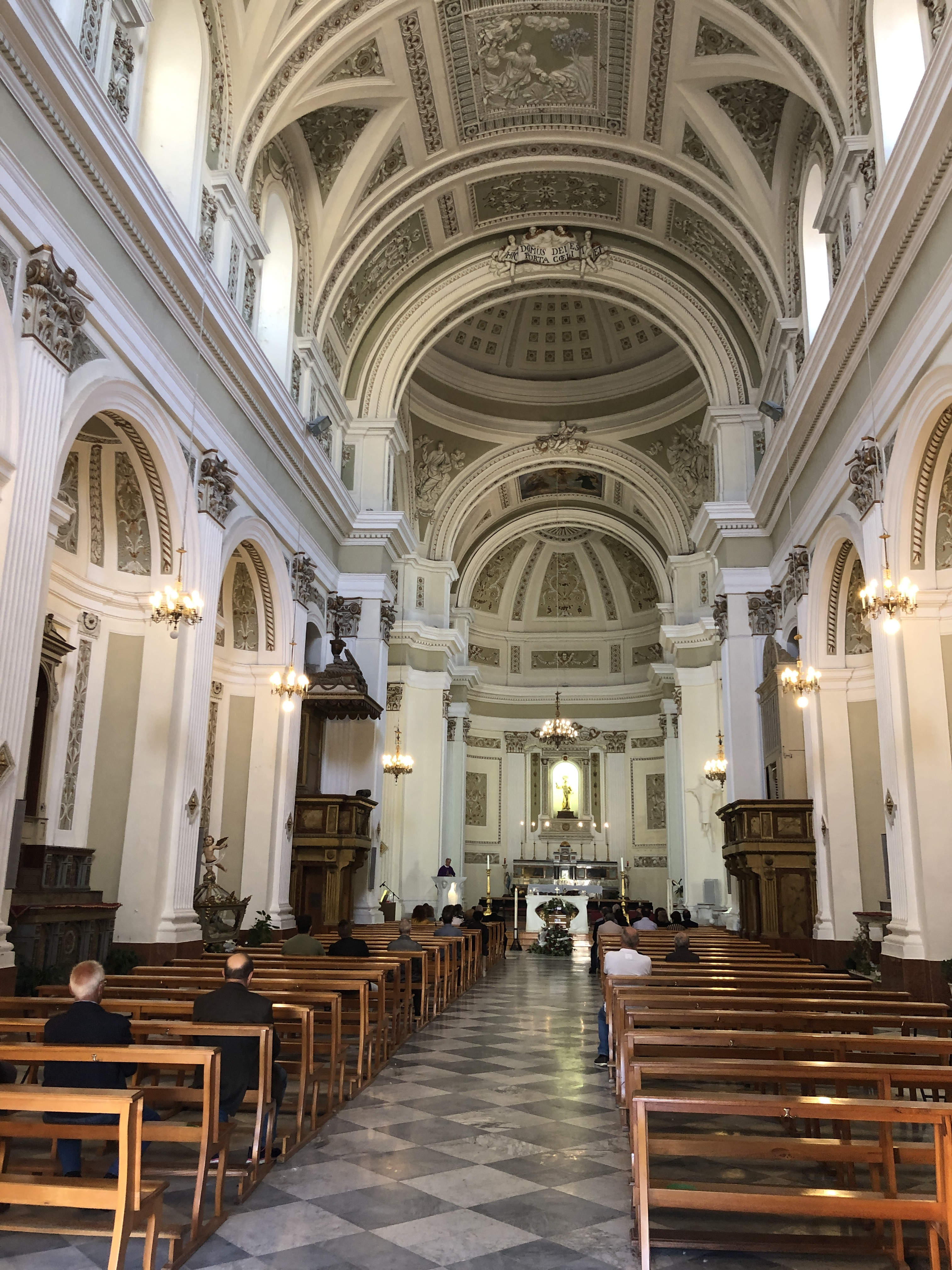
interni

### Esterni
I due campanili emergenti dal secondo ordine del prospetto principale sono stati progettati  da Marzetti (Galletti, p. 273/286).

### Interni
L'organo della Chiesa Madre fu acquistato a Napoli e a ispezionarlo fu Francesco Marcenò. Nel 1846 fu venduto per acquistare il nuovo altare maggiore marmoreo. Successivamente Vincenzo Difrancesco acquistò un organo a canne dalla ditta nissena Nicosia e trattò l'acquisto della copertura in eternit con il licatese Filippo Regrillo.
Nel 1929 Vincenzo Difrancesco fece decorare l’interno con stucchi armonizzanti con linee severe e nel 1929 il pittore palermitano Leopoldo Messina arricchì in oro zecchino gli stucchi e dipinse sui muri del coro Gesù e i fanciulli e Gesù entra a Gerusalemme, realizzò la tela ad olio del Battesimo di Gesù, collocata sul fonte battesimale.
Nella sala si trova la tomba del duca di Serradifalco, Francesco Leonardo Lo Faso, fra Felice Migliore, mercedario, morto in odore di santità. Le spoglie di quest'ultimo sono state traslate da Roma a Serradifalco nel settembre del 1976 per iniziativa di Leonardo Panvini.